# Warsaw (Virginia)
Warsaw è un comune degli Stati Uniti d'America, situato nello Stato della Virginia, nella contea di Richmond, della quale è il capoluogo.